# Schwarzenberg (Scheinfeld)
Schwarzenberg (fränkisch: Schwaznbärch oder Schwazmbärch)  ist ein Gemeindeteil der Stadt Scheinfeld im Landkreis Neustadt an der Aisch-Bad Windsheim (Mittelfranken, Bayern). Schwarzenberg liegt in der Gemarkung Schwarzenberg.

## Lage
Schwarzenberg besteht heute neben dem Schloss aus fünf weiteren Wohngebäuden (Stand: 2025). Die Staatsstraße 2261 führt nach Scheinfeld (1,1 km südwestlich) bzw. nach Klosterdorf (0,5 km östlich).

## Geschichte
Der Ort bestand ursprünglich nur aus dem Schloss Schwarzenberg. Mit dem Gemeindeedikt (frühes 19. Jahrhundert) wurde Schwarzenberg dem Steuerdistrikt Scheinfeld und der Ruralgemeinde Thierberg zugeordnet. Vor 1837 entstand die Ruralgemeinde Schwarzenberg, zu der Fischhaus und Klosterdorf, rechts gehörten. Sie unterstand in Verwaltung und Gerichtsbarkeit dem Herrschaftsgericht Schwarzenberg und in der Finanzverwaltung dem Rentamt Scheinfeld. Vor 1846 erfolgte die Umgemeindung nach Schnodsenbach. Kurze Zeit später war Schwarzenberg wieder eine Ruralgemeinde, die aber bereits 1866 nach Scheinfeld eingemeindet wurde.

### Baudenkmäler
In Schwarzenberg gibt es zwei Baudenkmäler:
- Haus Nr. 1–7: Schloss Schwarzenberg und Haus Nr. 8: Brennerei mit Schornstein
- Haus Nr. 9: Schlossgasthof

### Einwohnerentwicklung
Gemeinde Schwarzenberg
| Jahr      | 001836 | 001861 |
| Einwohner | 157    | 95     |
| Häuser    | 15     |        |
| Quelle    | [ 8 ]  | [ 10 ] |

Ort Schwarzenberg
| Jahr      | 001818 | 001836 | 001840 | 001861 | 001871 | 001885 | 001900 | 001925 | 001950 | 001961 | 001970 | 001987 |
| Einwohner | 109    | 108    | 108    | 95     | 96     | 75     | 93     | 99     | 119    | 92     | 195    | 135    |
| Häuser    | 22     | 5      | 15     |        |        | 8      | 19     | 20     | 8      | 8      |        | 12     |
| Quelle    | [ 6 ]  | [ 8 ]  | [ 9 ]  | [ 10 ] | [ 14 ] | [ 15 ] | [ 16 ] | [ 17 ] | [ 18 ] | [ 19 ] | [ 20 ] | [ 1 ]  |

## Religion
Schwarzenberg ist römisch-katholisch geprägt und bis heute nach Mariä Himmelfahrt (Scheinfeld) gepfarrt.